# Équation d'Eyring
L'équation d'Eyring, aussi appelée équation d'Eyring-Polanyi en cinétique chimique, relie la vitesse de réaction à la température. Elle a été établie quasi-simultanément en 1935 par Henry Eyring, M.G. Evans et Michael Polanyi. Cette équation découle de la théorie de l'état de transition (ou théorie du complexe activé) et correspond, contrairement à la loi d'Arrhenius, à un modèle théorique basé sur la thermodynamique statistique.
La structure générale de l'équation d'Eyring-Polanyi ressemble à celle d'Arrhenius :
{\displaystyle k=\kappa {\frac {k_{\mathrm {B} }T}{h}}\exp \left(-{\frac {\Delta G^{\ddagger }}{R\,T}}\right)}
où :
{\displaystyle k} désigne la constante de vitesse,
{\displaystyle \kappa } désigne le coefficient de transmission (en),
{\displaystyle k_{\rm {B}}} la constante de Boltzmann,
{\displaystyle T} la température,
{\displaystyle h} la constante de Planck,
{\displaystyle \Delta G^{\ddagger }} l'enthalpie libre d'activation,
{\displaystyle R} la constante des gaz parfaits.
L'enthalpie libre d'activation peut s'écrire :
{\displaystyle \Delta G^{\ddagger }=\Delta H^{\ddagger }-T\,\Delta S^{\ddagger }}
où :
{\displaystyle \Delta H^{\ddagger }} désigne l'enthalpie d'activation,
{\displaystyle \Delta S^{\ddagger }} l'entropie d'activation,
d'où l'on déduit la forme linéaire de l'équation d'Eyring-Polanyi :
{\displaystyle \ln {\frac {k}{T}}=\left(\ln {\frac {k_{B}}{h}}+{\frac {\Delta S^{\ddagger }}{R}}\right)-\left({\frac {\Delta H^{\ddagger }}{R}}\right){\frac {1}{T}}}
On réalise la réaction chimique à différentes températures et l'on mesure la vitesse de réaction. Le tracé de {\displaystyle \ln(k/T)} en fonction de {\displaystyle 1/T} donne une droite dont l'ordonnée à l'origine et la pente permettent respectivement de calculer l'entropie d'activation et l'enthalpie d'activation.